# Иван Попов (писател)
Вижте пояснителната страница за други личности с името Иван Попов.
Иван Попов е български преводач и писател, автор на научна фантастика.

## Биография
Роден е на 28 май 1970 г. в София. Завършил е физика в СУ „Св. Климент Охридски“ през 1995 г. Работил е три години в Института за космически изследвания към БАН. След това работи като преводач и писател на свободна практика.

## Творчество
Иван Попов е автор на научна фантастика, предимно в поджанра киберпънк, преводач, есеист и футуролог. Превел е на български език произведения на Станислав Лем, Виктор Пелевин, Кирил Есков, Ник Бострьом, Ефим Островски, Андрей Лазарчук, Пьотр Льолик, Брус Стърлинг, Евгений Лукин, Михаил Успенски, Феликс Кривин.

### Цикли
Цикъл „Езиково инженерство“
- Нашите марковски процеси (застрахователен трилър за младши научни сътрудници)
- Хакери на човешките души (хуманитарен киберпънк)

### Романи
- Лутащи се мравки

### Разкази
- Когато богомилите бяха вирусописачи (исторически киберпънк в три действия)
- История от подкрушието
- За апостолската дейност на силовите групировки
- Некои съображения за оня свят

### Статии и есета (публикувани в)
Информационното общество
- Новите дрехи на икономиката
- Проблеми с разума
- „Скачащите Исусовци“ и начините за борба с тях
- Перспективи пред корпоративната психоанализа
- Политикономия на информационната индустрия
- Интерфейсът като механизъм на властта
- Copyleft (c): Пирати на XXI век
- Парадокси на „деловата“ икономика
- Компютър <=> бюрокрация?

Колективните халюцинации
- Към революция на халюцинираните класи
- Хакери на човешките души (литературоедски вариант)
- Хакери на човешките души (отвлечено-теоретичен вариант)
- Историята – на тезгяха!

Страната на абсурда
- Задънената улица на книжния ни пазар
- Човекът – експортен продукт номер едно
- България – неглобалното село
- Кратка история на българския рекет
- Хайка за гъби
- ...За ограничен брой лица
- Исус, Мохамед и Бил Гейтс: начин на употреба

### Статии и есета (публикувани в списание ТЕМА и на други места)
Връзките са към оригиналите, изпратени директно от автора. Редакторите на списанията може да са ги редактирали за да се съберат в определен обем или с друга цел.
- Зидаромазачите на Вавилон (PDF вариант, публикуван в ТЕМА; може да има разлики с оригинала)
- В търсене на бъдещия човек (януарска концепция с елементи на априлска линия) (PDF вариант, публикуван в Тера фантастика)
- Капитализмът е утопизъм
- Как да източим субекта
- Принципът SNAFU
- Кой ще викне „Царят е кух“?
- Схизматрицата
- Върху понятието за реалност (Консерватизъм и хуманитарни технологии) (Постмодерната бариера през очите на ГОЛЕМ XIV)
- Плодовете на прогреса (вариант – Джибрясалите плодове на прогреса)
- Възхвална ода за консуматора (потребителите – новите крепостни селяни?)(консуматорът като крепостен селянин) (политическа икономия с главата надолу)
- Перманентна революция на съзнанието
- Периферията отвръща на удара
- Паркинсънова евроинтеграция
- Европейски парашутисти (версия – Европарашутисти и европодводничари)
- Образователен контравопъл
- Обикновен националсоциализъм
- Психотехника и идеологическо инженерство (Психотехника и идеология)
- Икономика на незнанието
- Фаталният сателит
- Морал с разделящи се бойни глави
- Свободата на словото е осъзната автоцензура
- Интелектуалски неволи
- Идеологическа космонавтика
- Интерфейси в социалната кибернетика (компресирани бележки)
- Релационен подход към икономиката (януарска линия)
- Алфа и омега
- Проблеми с етиката
- „Хюго“ за Enron
- Перспективи пред езиковото инженерство. По пътя към езиково инженерство (декемврийски тезиси)
- Отдел за връзки с действителността
- Копирайтът и борбата срещу Адам Смит
- Бъдещето идва с взлом (вариант – Цивилизационни кризи)

### Статии и есета (публикувани вКЕФ)
- Киберпънкът – висша форма на реализъм
- Прогрес чрез даунгрейд
- Системи / матрици (встъпителни бележки на безотговорния редактор)
- Икономика на бъдещето (некои съображения на редактора)
- Роботи (и други изкуствени интелекти)
- Войните в киберпънка (и изобщо в близкото бъдеще)
- Иновации (и способите за тяхното производство)
- Психиката на бъдещето (за идването на новия човек на мястото на неподходящия стар)
- За необходимостта от разгром на хуманизма (от позиция на трансхуманизма)
- Иновационна система и иновационна антисистема
- История на телевизионните вируси
- Бъдещето идва с взлом (тезиси за „Булгакон-2003“)
- Бъдещето идва с взлом – II (бележки за Еврокон – 2004)
- Една инжекция трудолюбие
- Всестранно и хормонично развитие

#### Статии и есета (публикувани вЦИГС)
- Перестройка: Епизод II
- Декрет за отмяна на обществото
- Информационната икономика
- Системен анализ на световната икономика
- Един вариант за „Пазарана държава“ (Market State)
- 16 футурологии
- Вермахтът на науката
- Към абсолютно изкуствено общество